# 锥头麻
锥头麻（学名：Poikilospermum suaveolens）是荨麻科锥头麻属的植物。分布在爪哇、印度、马来半岛、中南半岛、加里曼丹、菲律宾以及中国大陆的云南等地，生长于海拔500米至600米的地区，一般生长在山谷林中或林缘的潮湿地方，目前尚未由人工引种栽培。

## 别名
香甜锥头麻（拉汉种子植物名称）